# Grubbia rourkei
Grubbia rourkei är en tvåhjärtbladig växtart som beskrevs av S. Carlquist. Grubbia rourkei ingår i släktet Grubbia och familjen Grubbiaceae. Inga underarter finns listade i Catalogue of Life.